# Neison (cráter)
Neison es un cráter de impacto que se encuentra al sur del cráter Meton, en la parte norte de la Luna. La alta latitud de este cráter significa que aparece con un considerable escorzo cuando se ve desde la Tierra, por lo que presenta un aspecto elíptico, aunque es casi de forma circular.
|  |

El borde exterior de este cráter ha sido muy desgastado y erosionado por impactos más pequeños, dejando solo una cresta baja y desigual que rodea el interior. Se localizan varias roturas en este reborde, estando su lado interior marcado por numerosos impactos. El suelo interior ha resurgido por efecto de flujos de lava, cubriendo el suelo de muchos de estos impactos periféricos. El resultado es una llanura llana dentro del borde bajo, con hendiduras al suroeste, sureste, y este-noreste. Solo unos cuantos cráteres minúsculos marcan este suelo sin rasgos distintivos.

## Cráteres satélite
Por convención estos elementos son identificados en los mapas lunares poniendo la letra en el lado del punto medio del cráter que está más cercano a Neison.
|        | \| Neison \| Coordenadas \| Diámetro \| \| ------ \| ---------------------------- \| -------- \| \| A \| 67°24′N 26°42′E / 67.4, 26.7 \| 9 km \| \| B \| 67°24′N 25°54′E / 67.4, 25.9 \| 8 km \| \| C \| 67°00′N 23°12′E / 67.0, 23.2 \| 9 km \| \| D \| 68°00′N 22°36′E / 68.0, 22.6 \| 6 km \| |          |
| Neison | Coordenadas | Diámetro |
| A      | 67°24′N 26°42′E / 67.4, 26.7 | 9 km     |
| B      | 67°24′N 25°54′E / 67.4, 25.9 | 8 km     |
| C      | 67°00′N 23°12′E / 67.0, 23.2 | 9 km     |
| D      | 68°00′N 22°36′E / 68.0, 22.6 | 6 km     |